# Khazne al-Firaun

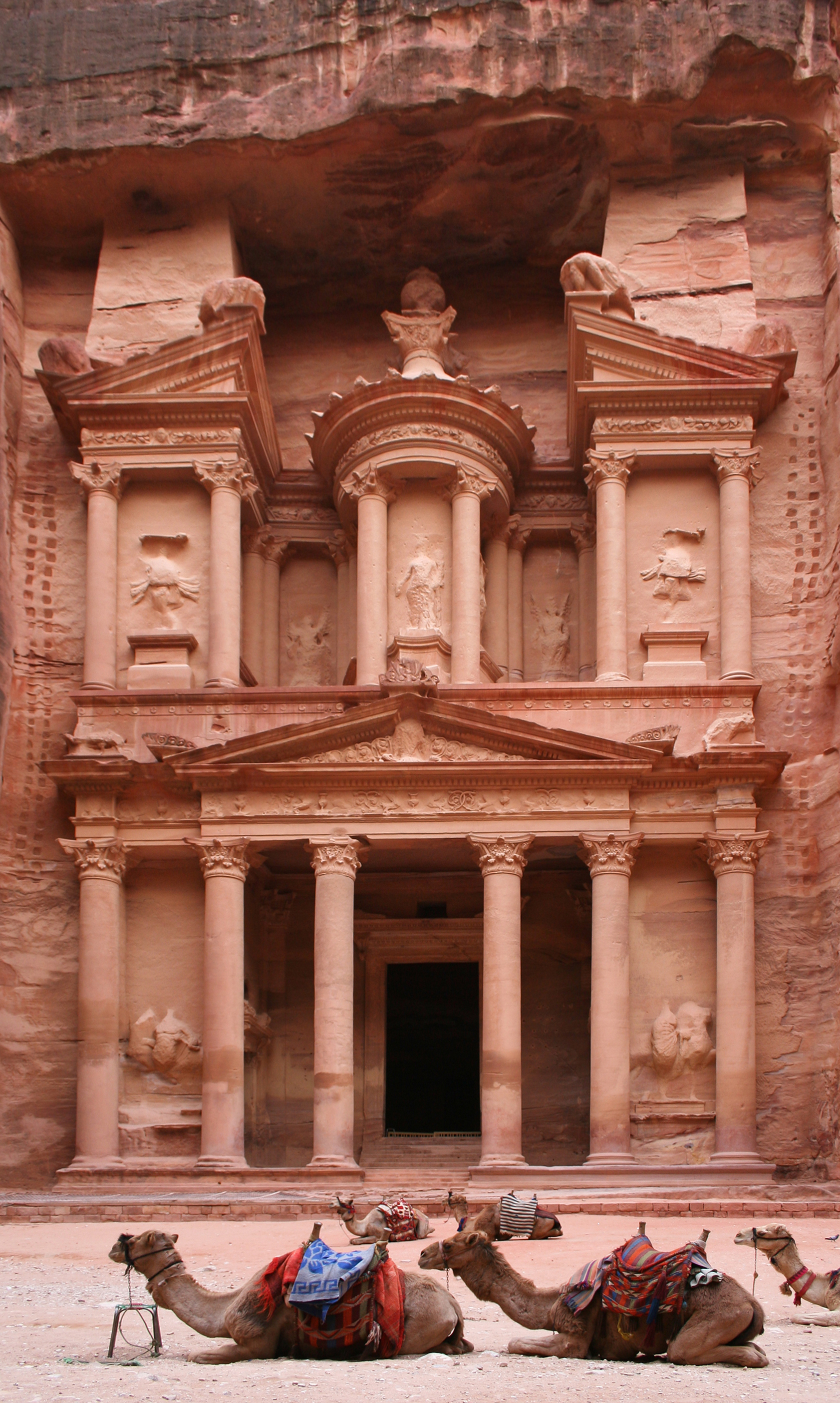
Das Khazne al-Firaun

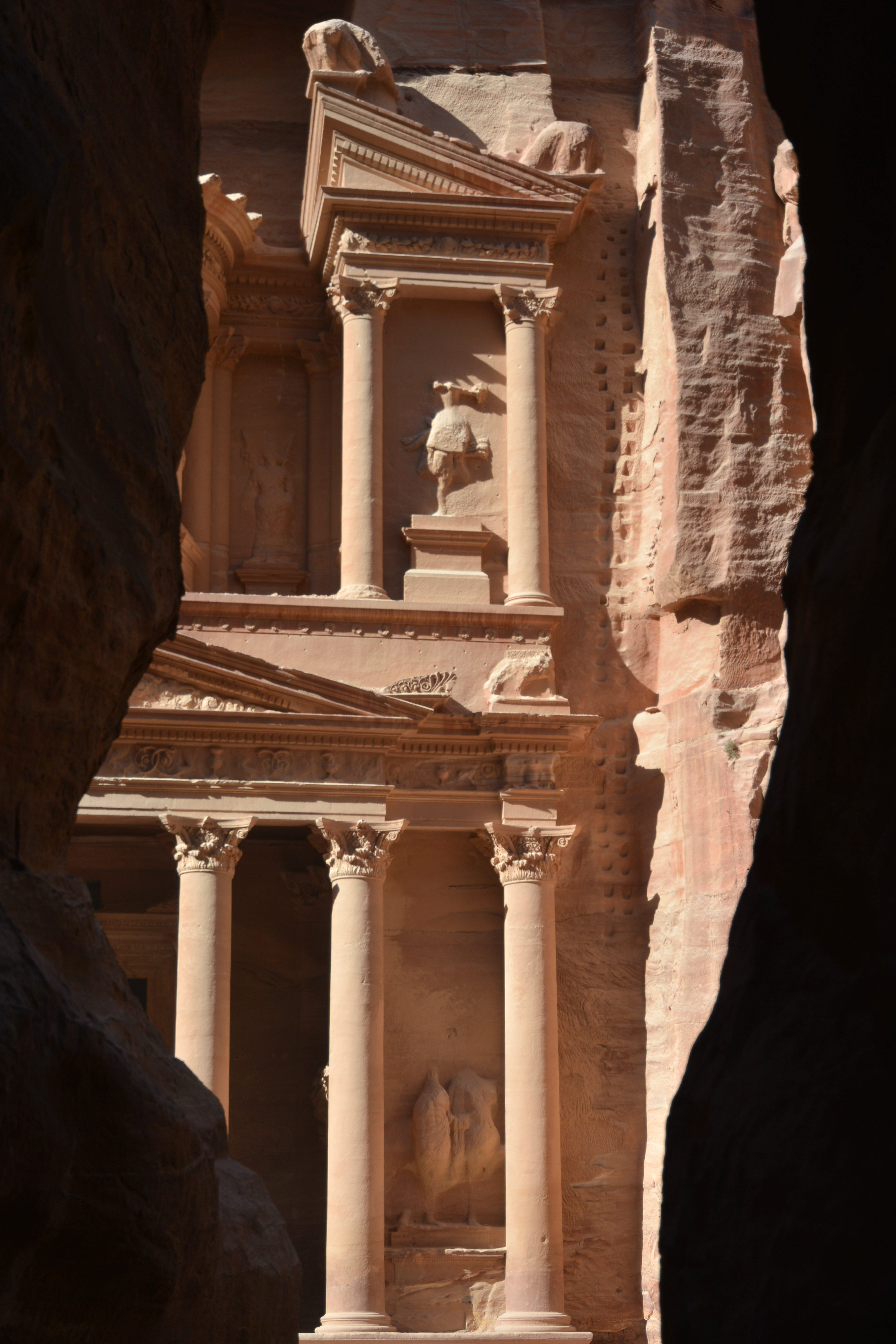
Blick auf das Mausoleum am Ausgang des Siq

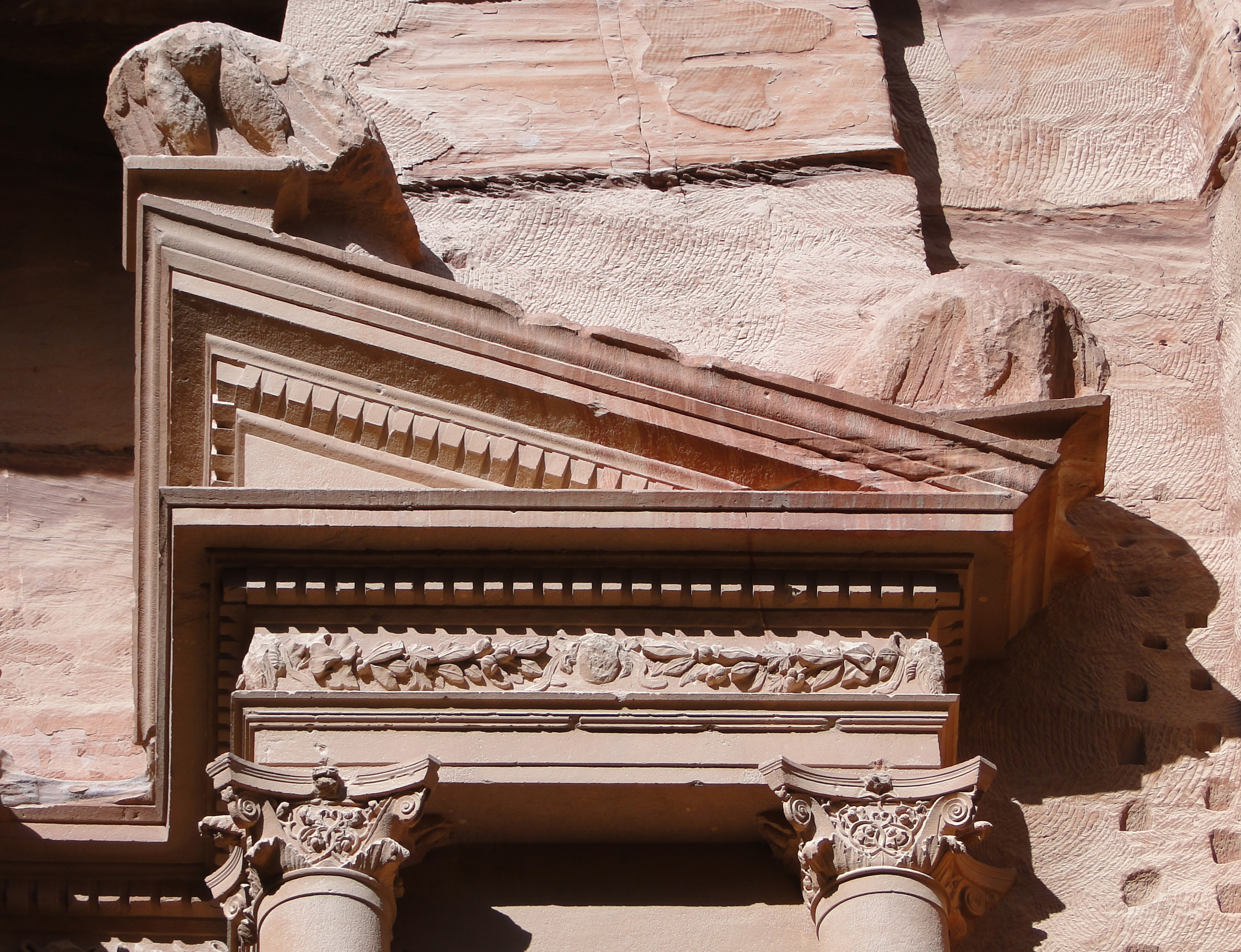
Detailfoto: unten zwei korinthische Kapitelle, in der Mitte ein Fries mit floraler Dekoration, oben ein Giebel

Das Khazne 1934, ohne die dritte Säule von links

Das Khazne al-Firaun (arabisch خزنة الفرعون Chaznat al-Firʿaun, DMG Ḫaznat al-Firʿawn ‚Schatzhaus des Pharao‘) ist ein von den Nabatäern aus dem Fels geschlagenes Mausoleum in der antiken Stadt Petra im heutigen Jordanien. Es befindet sich gegenüber dem Eingang zum Siq, der Schlucht, die zugleich den Eingang zur Felsenstadt darstellt.
Den Namen „Schatzhaus des Pharao“ erhielt das Gebäude von den Beduinen. Diese vermuteten reiche Schätze in der großen Urne auf der Spitze der Fassade. Bei dem Gebäude handelt es sich jedoch um eine Grab- und Kultstätte. Sie wurde möglicherweise für den Nabatäerkönig Aretas IV. angelegt, der zwischen 9 vor Chr. und etwa 40 nach Chr. regierte. Neuere Forschungen deuten darauf hin, dass Aretas IV. hier Gräber für seine Familie anlegen ließ, während sein eigenes Grab sich an einem anderen Ort befinden könnte.

## Beschreibung
Die Fassade des Khazne al-Firaun ist die wohl berühmteste der Stadt Petra. Sie ist fast 40 Meter hoch und 25 Meter breit und wurde im hellenistischen Stil gestaltet. Über einem Portikus aus sechs korinthischen Säulen erhebt sich eine kleine, von zwei Halbgiebeln flankierte Tholos, ein Rundtempel. Zwischen den Säulen befinden sich verwitterte Reste von Relieffiguren.
An der 3,5 Meter hohen Urne auf der Spitze des Rundtempels sind Einschusslöcher zu erkennen. Sie gehen auf Flintenschüsse von Beduinen zurück, die einst versucht hatten, den vermeintlichen Schatzbehälter aufzubrechen. Die Urne besteht aber, wie der gesamte Bau und die anderen Königsgräber Petras, überwiegend aus massivem Fels.
Die in den Fels geschlagenen zwei Seitenkammern sowie die Hauptkammer selbst sind schmucklos und leer. In der rechten Vorkammer befand sich vermutlich ein Sarkophag. Der Hauptraum war rechteckig und war mit zwei Seitennischen und einer Hauptnische versehen.
Im Jahr 2003 begannen umfangreiche Ausgrabungen direkt vor dem Mausoleum. Dabei entdeckte der Archäologe Suleiman Farajat vier bisher unbekannte Grabkammern in einem Stockwerk unter dem jetzigen Eingang, etwa sechs Meter unter dem heutigen Bodenniveau. In den Grabkammern fanden sich Überreste von elf menschlichen Skeletten und Grabbeigaben. Aufgrund mangelnder Finanzierung wurde ein Teil der Ausgrabung vorerst wieder verfüllt.

## Rezeption in der Populärkultur
In dem Tim-und-Struppi-Comic Kohle an Bord (1958) dient das Schatzhaus als Vorbild für das Versteck eines gestürzten Emirs.
In dem  Film Sindbad und das Auge des Tigers (1977) stellt das Khazne den Wohnort des Melanthius auf der imaginären Insel Casgar dar.
1988 diente das Khazne als Kulisse für das Musikvideo Dominion von The Sisters of Mercy.
1989 verwendete Steven Spielberg das Khazne als Kulisse für seinen Spielfilm Indiana Jones und der letzte Kreuzzug. Die letzten Szenen wurden im Siq und vor dem Khazne al-Firaun gedreht. Der Film machte Petra einem größeren Publikum in Amerika und Europa bekannt.